# Ruben Santiago-Hudson
Rubén Santiago-Hudson (24 de noviembre de 1956) es un actor y dramaturgo estadounidense. De 2009 a 2011, desempeñó el papel del capitán Roy Montgomery en la serie Castle de la cadena ABC. En noviembre de 2011 apareció en Brodway en la obra de Lydia R. Diamond Stick Fly.

## Primeros años
Santiago-Hudson nació en Lackawanna, Nueva York, hijo de Alean Hudson y Rubén Santiago, un trabajador del ferrocarril. Su padre era puertorriqueño y su madre era afroestadounidense. Fue al instituto Lackawanna, obtuvo su licenciatura de la Universidad de Binghamton, y su master de la Universidad Estatal de Wayne. Él recibió un doctorado honorario en letras del Colegio Estatal de Buffalo.

## Carrera
En 2003 fue el lector en el tomo 13 de la película Unchained Memories: Readings from the Slave Narratives de HBO. La serie fue narrada por Whoopi Goldberg. Escribió Lackawanna Blues, una obra autobiográfica en la que interpretó a sí mismo y una veintena de diferentes personajes de su pasado, que fue producida en Nueva York. Él la adaptó para una aclamada y premiada película en 2005 de HBO, en la que las distintas partes de esta película fueron interpretadas por diferentes personas, lo que le valió para ganar el Premio Humanitas, junto a sus nominaciones a los premios Emmy y del Gremio de Guionistas de América.
Santiago-Hudson apareció en Broadway en Jelly's Last Jam y recibió en 1996 el premio Tony por la película de August Wilson Seven Guitars. Entre otros de sus créditos se incluyeron los filmes Coming to America y Domestic Disturbance.
En televisión ha aparecido en los dramas Another World y All My Children. También apareció en The Cosby Mysteries, New York Undercover, NYPD Blue, Touched by an Angel, The West Wing, Third Watch, Law & Order: Special Victims Unit, y cinco episodios de Law & Order. Retrató al famoso químico estadounidense Percy Lavon Julian en el documental de PBS NOVA Forgotten Genius. Actuó como el capitán de la policía de Nueva York Roy Montgomery en la serie Castle de la ABC hasta la muerte de su personaje, que se produjo en el final de la tercera temporada. Fue sustituido por Penny Johnson Jerald como la capitán Victoria "Hierro" Gates en las temporadas cuarta y quinta.

## Premios
- 1996, Premio Tony por su actuación en Seven Guitars
- 2006, Premio Humanitas por escribir la adaptación de la HBO de la obra Lackawanna Blues.[5]
- 2009, Premio NAACP de teatro en los Premios teatrales NAACP de Los Angeles.[5] Por su actuación como el alcalde Joe Starks en Their Eyes Were Watching God.

## Vida personal
Santiago-Hudson tiene cuatro hijos: Broderick y Rubén III de relaciones anteriores, y Trey y Lily tras su matrimonio con Jeannie Brittan.